# José de Jesús Pimiento Rodríguez
José de Jesús Pimiento Rodríguez (Zapatoca, 18 febbraio 1919 – Floridablanca, 3 settembre 2019) è stato un cardinale e arcivescovo cattolico colombiano.

## Biografia
Nacque il 18 febbraio 1919 a Zapatoca, in Colombia da Agustín Pimiento e Salomé Rodríguez de Pimiento.
Definito «una leggenda vivente della storia della Chiesa latinoamericana degli ultimi 50 anni», fu ordinato presbitero in data 14 dicembre 1941, all'età di ventidue anni, per mano di monsignor Ismael Perdomo Borrero, arcivescovo metropolita di Bogotá. Fu incardinato nella diocesi di Socorro y San Gil.
Il 14 giugno 1955 papa Pio XII lo nominò vescovo titolare di Apollonide ed ausiliare di Pasto. Ricevette la consacrazione episcopale il 28 agosto successivo per mano del cardinale Crisanto Luque Sánchez, arcivescovo metropolita di Bogotá, assistito da monsignor Emilio Botero González, vescovo di Pasto, e da monsignor Pedro José Rivera Mejía, vescovo di Socorro y San Gil.
Partecipò al Concilio Vaticano II, di cui fu a lungo uno degli ultimi superstiti.
Papa Giovanni XXIII lo promosse vescovo di Montería. Il 29 febbraio 1964 fu trasferito alla sede di Garzón-Neiva. Il 24 luglio 1972 la diocesi cedette una parte del suo territorio per l'erezione della diocesi di Neiva, e monsignor Pimiento assunse il titolo di vescovo di Garzón. Lo stesso anno fu eletto presidente della Conferenza Episcopale della Colombia e mantenne questo ruolo per sei anni. Il 22 maggio 1975 papa Paolo VI lo promosse arcivescovo metropolita di Manizales. Rinunciò al governo dell'arcidiocesi il 15 ottobre 1996, all'età di settantasette anni.
Il 4 gennaio 2015 papa Francesco annunciò la sua intenzione di crearlo cardinale nel concistoro del 14 febbraio successivo, dopo che si era ritirato dalla pastorale attiva da ben 19 anni. Date le condizioni di salute e l'età avanzata decise di non recarsi a Roma per ricevere la berretta cardinalizia, che gli venne invece imposta il 28 febbraio in Colombia dal cardinale Rubén Salazar Gómez, arcivescovo di Bogotá e primate di Colombia, e dall'arcivescovo Ettore Balestrero, nunzio apostolico nel medesimo stato.
Dal 26 maggio 2016, giorno della morte di Loris Francesco Capovilla, fu il più anziano cardinale vivente. Il 19 febbraio 2019 compì 100 anni, ma morì d'infarto il successivo 3 settembre a Floridablanca. In seguito ai solenni funerali celebrati due giorni dopo dall'arcivescovo di Bucaramanga Ismael Rueda Sierra e dal nunzio apostolico Luis Mariano Montemayor nella cattedrale della Sacra Famiglia, fu sepolto come da suo desiderio nella stessa città.

## Genealogia episcopale e successione apostolica
La genealogia episcopale è:
- Cardinale Scipione Rebiba
- Cardinale Giulio Antonio Santori
- Cardinale Girolamo Bernerio, O.P.
- Arcivescovo Galeazzo Sanvitale
- Cardinale Ludovico Ludovisi
- Cardinale Luigi Caetani
- Cardinale Ulderico Carpegna
- Cardinale Paluzzo Paluzzi Altieri degli Albertoni
- Papa Benedetto XIII
- Papa Benedetto XIV
- Papa Clemente XIII
- Cardinale Marcantonio Colonna
- Cardinale Giacinto Sigismondo Gerdil, B.
- Cardinale Giulio Maria della Somaglia
- Cardinale Carlo Odescalchi, S.I.
- Vescovo Eugène de Mazenod, O.M.I.
- Cardinale Joseph Hippolyte Guibert, O.M.I.
- Cardinale François-Marie-Benjamin Richard de la Vergne
- Cardinale Pietro Gasparri
- Cardinale Paolo Giobbe
- Cardinale Crisanto Luque Sánchez
- Cardinale José de Jesús Pimiento Rodríguez

La successione apostolica è:
- Vescovo Rodrigo Escobar Aristizábal (1982)
- Arcivescovo José Miguel Gómez Rodríguez (2005)